# The Lone Wolf (film 1917)
The Lone Wolf è un film muto del 1917 diretto da Herbert Brenon. La sceneggiatura di George Edwardes-Hall si basa sull'omonimo romanzo di Louis Joseph Vance pubblicato a Londra e a Boston nel 1914. I romanzi basati sul personaggio di Lone Wolf (Lupo solitario) hanno ispirato nel tempo almeno ventiquattro film.

## Trama

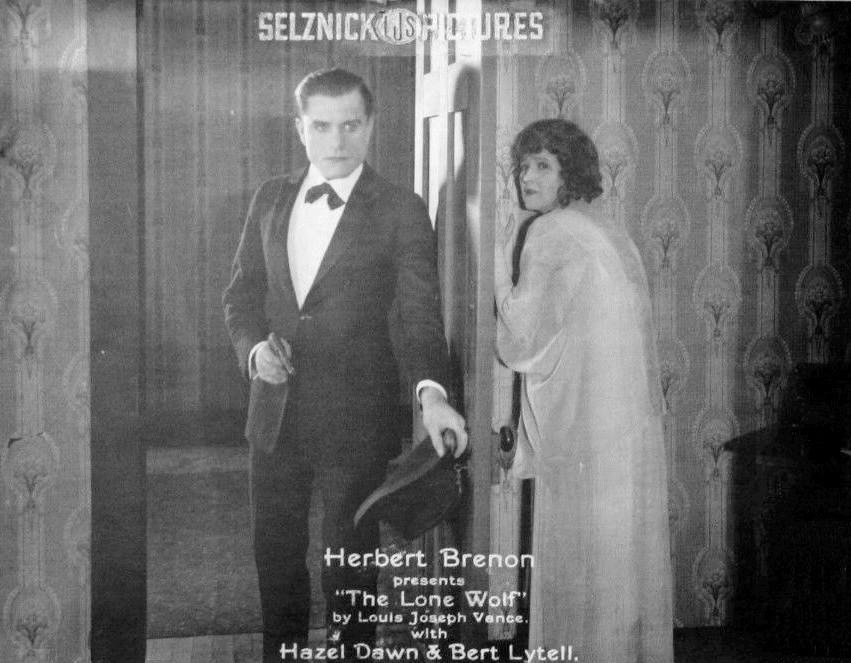
Bert Lytell e Hazel Dawn

Un ragazzino orfano viene "adottato" da Burke, un malvivente che lui ha salvato dalla polizia. L'uomo, crescendolo, gli insegna tutti i trucchi del mestiere. Ormai adulto, il ragazzo, che "lavora" sotto il nome di Michael Lanyard, si dimostra dotato di un innegabile talento da delinquente e la polizia di Parigi, impressionata dalla sua abilità, gli dà come soprannome quello di "Lupo solitario". Una banda di criminali, però, avverte il Lupo che se non si unirà a loro, farà una brutta fine. Il giovane riesce a fuggire dai banditi aiutato da Lucy, una giovane agente che lavora sotto copertura per sgominare la banda. I due vengono inseguiti dai criminali e, dopo una serie di avventure, riescono a riparare in Inghilterra su un aereo. I loro inseguitori, invece, trovano la morte in un incidente. Libero dai suoi aguzzini, il Lupo si ripromette da quel momento in poi di rigare diritto e di sposare Lucy.

## Produzione
Il film fu prodotto dalla Herbert Brenon Film Corporation.

## Distribuzione
Il copyright del film, richiesto dalla Herbert Brenon Film Corp., fu registrato il 30 luglio 1917 con il numero LP11155.

Distribuito dalla Selznick Distributing Corporation, il film uscì nelle sale statunitensi il 1º luglio 1917. In Danimarca, fu distribuito il 18 novembre 1918 con il titolo Den ensomme Ulv. In Brasile, il titolo fu tradotto letteralmente in O Lobo Solitário; in Francia, invece, in La Cigarette révélatrice.
Non si conoscono copie ancora esistenti della pellicola che viene considerata presumibilmente perduta.